# Melanthrips pallidior
Melanthrips pallidior är en insektsart som beskrevs av Hermann Priesner 1919. Melanthrips pallidior ingår i släktet Melanthrips och familjen Melanthripidae. Inga underarter finns listade i Catalogue of Life.